# Rhaphidistia spectabilis
Rhaphidistia spectabilis är en svampdjursart som beskrevs av Carter 1879. Rhaphidistia spectabilis ingår i släktet Rhaphidistia och familjen Trachycladidae.
Artens utbredningsområde är Mauritius. Inga underarter finns listade i Catalogue of Life.